# Museu de Llimiana
El Museu de Llimiana és un museu de memòria instal·lat a la casa Bonifaci de Llimiana. Edifici de tres plantes que interpreta dues mirades sobre el passat: una, la mateixa història del poble i de la nissaga Bonifaci –una família amb cinc membres dedicats a la medicina des de l'inici del segle XIX–, i l'altra, sobre la biografia de Josep Bonifaci Mora, humanista i escriptor de trajectòria mèdica i política important durant la Segona República, la guerra i el seu llarg exili per diferents països europeus. Els documents familiars, la conservació dels espais i estances i l'adquisició municipal de l'immoble han permès d'incorporar el llegat històric de Bonifaci, la seva lluita constant per la democràcia, la llibertat i la professionalitat mèdica al patrimoni memorial de Catalunya.

## Història
Llicenciat en Medicina a la Universitat de Barcelona, en el transcurs de la Guerra Civil Josep Bonifaci va exercir diferents càrrecs al si del PSUC i de la UGT i va ser director general d'Assistència Social del Govern de la República. Metge personal de José Díaz (secretari general del PCE), el va acompanyar a París i a Moscou perquè aquest últim estava afectat per una greu malaltia poc abans del final de la Guerra Civil. A l'exili va exercir de metge a Moscou (a l'Hospital Central del Kremlin), a Tolosa de Llenguadoc, a Praga, a Bucarest i a París. Va ser membre del Comitè Central del PSUC. L'estiu de 1970 va tornar a Barcelona i va passar els darrers anys de la seva vida entre Barcelona i Llimiana, on descansen les seves restes.

## Rodalia
A la comarca del Pallars Jussà es pot visitar també un divers patrimoni de la Guerra civil espanyola: el poble d'Isona, destruït el 1938 pels atacs d'artilleria i reconstruït parcialment dos anys després, i l'itinerari pel front republicà de la Posa. El Consell Comarcal organitzarà rutes guiades per aquests espais, combinades amb la visita dels principals espais geològics i els castells de la comarca, dels quals destaquen les restes paleontològiques interpretades en el Parc Cretaci amb el centre d'acollida a Isona i els castells medievals de Llordà i d'Orcau, a més d'altre patrimoni religiós medieval i romànic. Si s'accedeix a Llimiana des del sud de la carretera C-13, prèviament es pot visitar El Merengue, el cap de pont de Balaguer, que també forma part de la Xarxa d'Espais de Memòria del Memorial Democràtic i que es troba al municipi de Camarasa.